# Виноградовка (Тараклийски район)
Виноградовка (на молдовски: Vinogradovca) е село, разположено в Тараклийски район, Молдова.

## Население
Населението на селото през 2004 година е 543 души, от тях:
- 148 – украинци (27,25 %)
- 147 – молдовани (27,07 %)
- 100 – руснаци (18,41 %)
- 82 – българи (15,10 %)
- 57 – гагаузи (10,49 %) – тюркоезични българи
- 3 – румънци (0,55 %)
- 6 – други националности или неопределени (1,10 %)

## Забележителности
В селото има музей на лозарство и вино, открит е през 1994 година. Неговия фонд съставя 1.5 хиляди експонати, документи, фотографии, от тях 500 се експонират в залите на музея.